# Дичин
Дичи́н (болг. Дичин) — село у Великотирновській області Болгарії. Входить до складу общини Велико-Тирново.

## Населення
За даними перепису населення 2011 року у селі проживали 273 особи, з них 266 осіб (98,2%) — болгари.
Розподіл населення за віком у 2011 році:
Динаміка населення: